# 威廉尖叫
威廉尖叫（英語：Wilhelm scream）是一个影视剧常用声音效果，从1951年的电影《军鼓》起被用于超过200部電影中。该声效常用于角色被枪击，从高处摔落，或被爆炸抛出时。
此配音最可能是演员及歌手谢尔比·伍利的作品，並得名于1953年西部片《飞沙河袭击》中的一个角色士兵威廉，他在片中被箭矢击中。尽管该片是历史上第三部采用此声效的电影，但这是取自华纳兄弟声音效果资料馆的第一次使用。
威廉尖叫被用于《星球大战》系列、《指环王》三部曲、《印第安纳·琼斯》系列、迪士尼动画片以及其他热门电影、电视剧和电脑游戏中后，取得了新的流行度（该声效的使用成为了一种内部笑话）。